# Schleuderblei

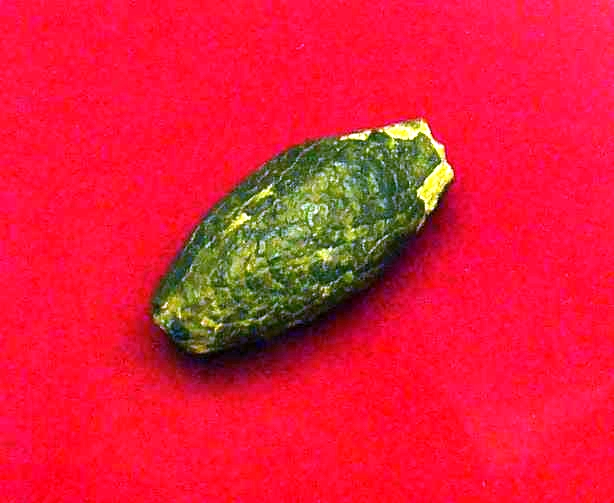
Römisches Schleuderblei vom Dünsberg im hessischen Biebertal

Schleuderbleie (lateinisch glans „Eichel“, plural glandes) sind antike Wurfgeschosse aus Blei, welche mittels einer Schleuder verschossen wurden. Sie stellen eine militärische Weiterentwicklung formgleicher Geschosse aus gebranntem Ton dar, welche in der Antike vor allem von Hirten eingesetzt wurden.

## Herkunft

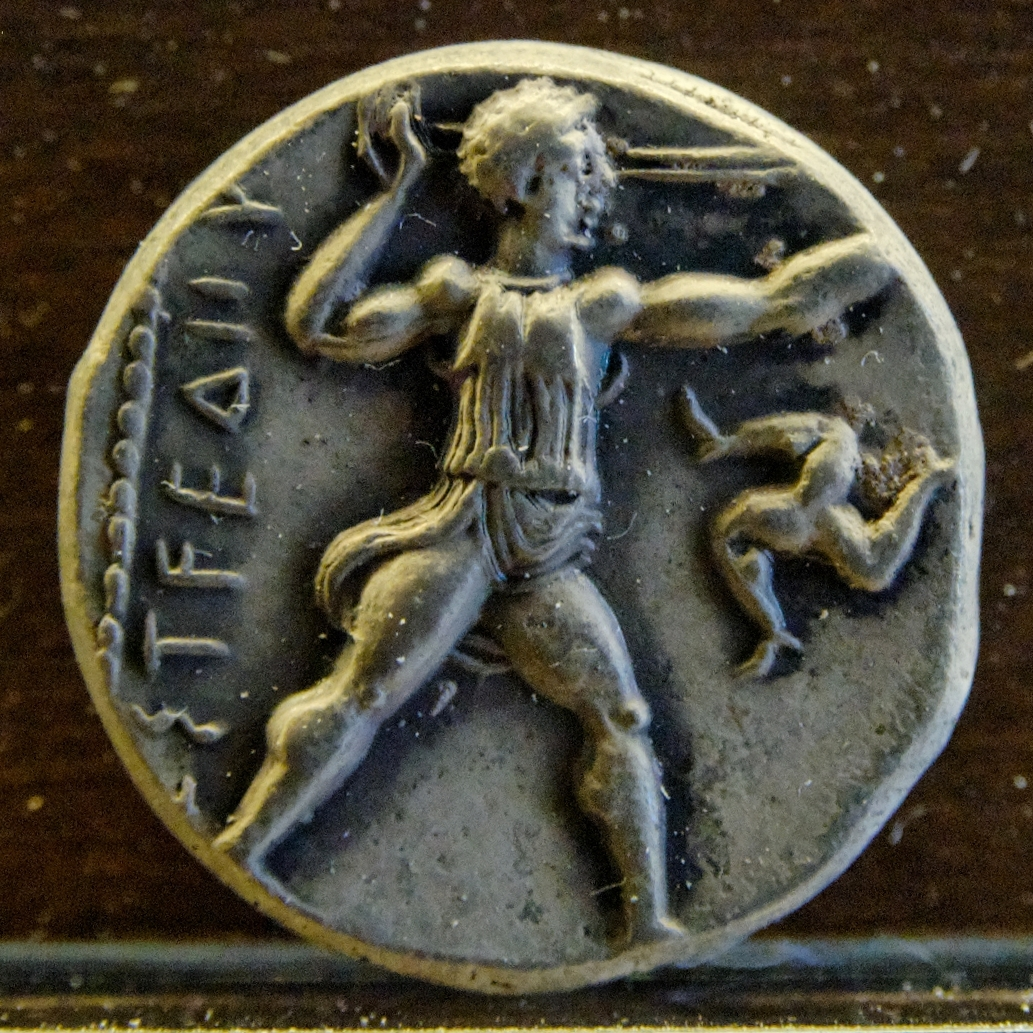
Schleuderer auf der Rückseite eines Staters aus Aspendos

Der griechische Historiker Strabon überliefert von Ephoros von Kyme die Aussage, die Aitolern hätten die Schleuder erfunden. Plinius der Ältere schreibt sie in seiner naturalis historia dagegen den Syrophönikern zu; in der Bibel werden Schleuderer in der Richterzeit (vor 1000 v. Chr.) erwähnt (Ri 20,16 ). Aus Troja sind erstmals Schleudergeschosse aus Metall (Bronze) belegt. Die ersten Bleigeschosse, die zum Schleudern verwendet worden sein könnten, stammen aus minoischer Zeit (LM III) aus dem Palast von Knossos. Schleuderer sind in der europäischen Militärgeschichte in größerer Zahl erstmals in den Berichten des Thukydides über den Peloponnesischen Krieg erwähnt. Dort gelten sie als die wichtigsten Abteilungen der leichtbewaffneten Einheiten. Seit etwa 413–395 v. Chr. scheinen die Achaier, Rhodier, Kreter und Akarnaner, Aitoler und Thessalier mit bleiernen Schleudergeschossen ausgerüstet gewesen zu sein, wie der älteste Fund eines solchen Geschosses mit der Aufschrift TISSAPHER aus Iulia Gordus (heute Gördes) in Lydien belegt.
Seitens der schriftlichen Überlieferung erwähnt erstmals Xenophon aus Blei gegossene Schleudergeschosse. Er beschreibt in seiner Anabasis, dass die Rhodier mit diesen Bleigeschossen eine größere Reichweite erzielen konnten als die Perser, die Steine verwendeten. Der römische Historiker Titus Livius nennt die Schleuder als Bewaffnung der 5. Klasse in der servianischen Heeresordnung. Die Römer kannten verschiedene Arten der Schleuder, die aber vermutlich jedoch nicht gleichzeitig in Gebrauch waren. Die häufigste ist die funda, die einfache Handschleuder. Die funda wurde in erster Linie als Jagdwaffe verwendet und war erst nachrangig eine militärisch genutzte Waffe. Eine typologische Unterscheidung zwischen Jagd- und Kriegsschleuder ist nicht möglich. In der Schlacht von Cannae hatten die römischen Truppen Schleudern dabei. Es ist jedoch wahrscheinlich, dass die Munition für Jagd und Krieg sich unterschieden. Blei scheint mehr oder weniger sicher für Geschosse verwendet worden zu sein, die man eher im Krieg als zur Jagd benutzte. Die römische Armee verwendete in der republikanischen Zeit achäische, von den Etruskern übernommene Schleudern. In der römischen Kaiserzeit wurden Schleudern verwendet, die ihren Ursprung auf den Balearen hatten.

## Antike Bezeichnungen
Die eichelähnliche Form der Geschosse gab ihnen ursprünglich den Namen glans.
Als Bezeichnung für Schleuderbleie wurden in römischer Zeit neben glans („Eichel“) auch die Bezeichnungen glans plumbea („Bleieichel“), plumbum („Blei“) oder plumbum pondes („Bleispitze“) verwendet. In der spätrepublikanischen und frühen Kaiserzeit verwendete man vor allem die Begriffe glans und plumbum.

## Antike Darstellungen

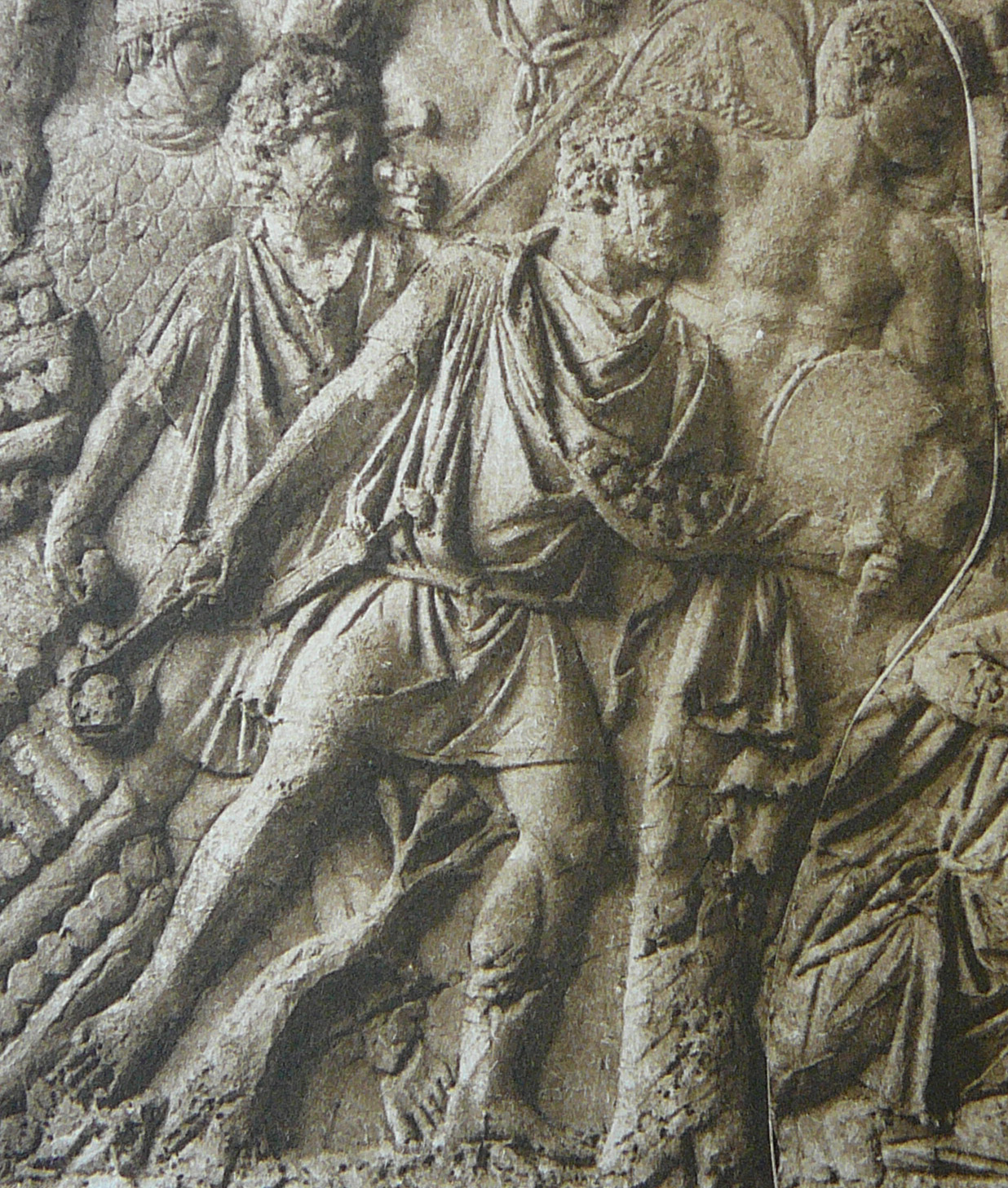
Darstellung eines Schleuderers auf der Trajansäule

Römische Schleuderer sind von der Trajanssäule bekannt, die am 12. Mai 113 eingeweiht wurde. Auch auf der Marcussäule sind Schleuderer dargestellt. Anderes als auf der Trajansäule sind dort aber nicht römische Hilfstruppen, sondern Barbaren, die einen Fluss gegen die Römer verteidigen gezeigt. Die einzige Darstellung einer möglichen Schleuder nördlich der Alpen findet sich auf einem Grabstein, der in die trajanische Zeit datiert wird und wahrscheinlich aus Xanten stammt.

## Typologie

### Formenspektrum

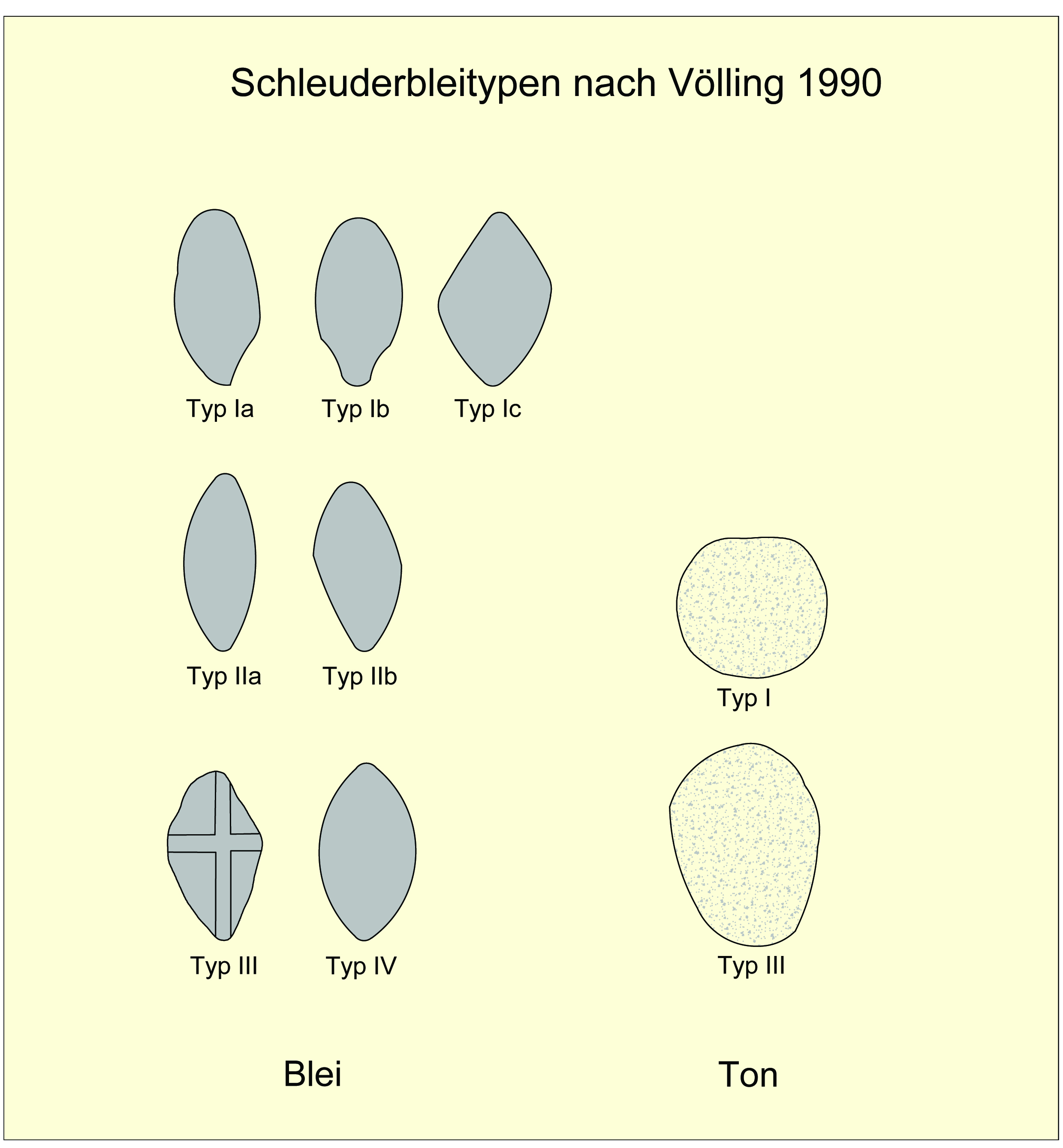
Typentafel römischer Schleuderbleie; Typen nach Völling, 1990

Eine typologische Gliederung der Schleuderbleie erfolgte durch Thomas Völling. Anhand der Form der Bleigeschosse lassen sich sechs Typen erkennen, die teilweise noch in sich gegliedert werden:
| Typ          | Form                                            |
| ------------ | ----------------------------------------------- |
| Typ I (a-c)  | ovoide Typen                                    |
| Typ II (a-c) | bikonoide Typen                                 |
| Typ III      | mehrkantiger Typ                                |
| Typ IV       | rautenförmiger Typ mit zwei abgeflachten Seiten |
| Typ V        | eichelförmiger Typ                              |
| Typ VI       | sphäroider Typ                                  |

Die Typen I und II scheinen bei weitem die gebräuchlichsten gewesen zu sein.
In Kampfsituationen wurden Schleuderbleie  auch unter schlechten Bedingungen hergestellt. Die Soldaten konnten sie während einer Belagerung gießen. Die Qualität und Form werden dann durch die gegebene Eile bestimmt, in der sie hergestellt werden mussten.
Bei Ausgrabungen am Hillfort von Burnswark nahe der schottischen Stadt Dumfries wurden zahlreiche Schleuderbleie verschiedener Typen gefunden, die teilweise durchbohrt waren. Dieses Bohrloch verursachte beim Abschuss ein sirrendes Geräusch, das den Gegner zusätzlich einschüchtern sollte.

### Gewicht
Die Gewichte der Schleuderbleie schwanken erheblich. So wurde am Dünsberg ein Geschoss vom Typ I mit einem Gewicht von 23 Gramm gefunden, während der gleiche Typ in Haltern 129 Gramm  aufwies. Bei Typ II verhält es sich ähnlich.  Ein Fund vom Dünsberg mit 26 Gramm steht einem Fund aus Haltern mit 155 Gramm gegenüber. Das Gros der Geschosse liegt bei 40–70 Gramm, wobei es eine Entwicklung zu größerem Gewicht hin gegeben zu haben scheint. Es kommen aber immer leichte und schwere Geschosse innerhalb der einzelnen Geschosstypen vor. Schleuderbleie aus spätklassischer Zeit aus Olynth etwa wiegen zwischen 18 und 26 Gramm. Die bleiernen Geschosse aus dem Kastell Gelduba bei Krefeld aus diokletianscher Zeit liegen dagegen im Schnitt um 80 Gramm.

### Dekor und Inschriften
Viele Bleigeschosse waren mit Bildern und Inschriften versehen, die entweder in die Gussform eingearbeitet waren oder nachträglich in das weiche Blei eingeritzt wurden. Besonders die Typen I, II und III weisen des Öfteren Inschriften, zumeist in Reliefform, auf. Daneben kommen aber auch bildhafte Darstellungen vor, wie etwa Blitze, Dolche (pugiones), Anker, Keulen und Delphine oder Phalli.

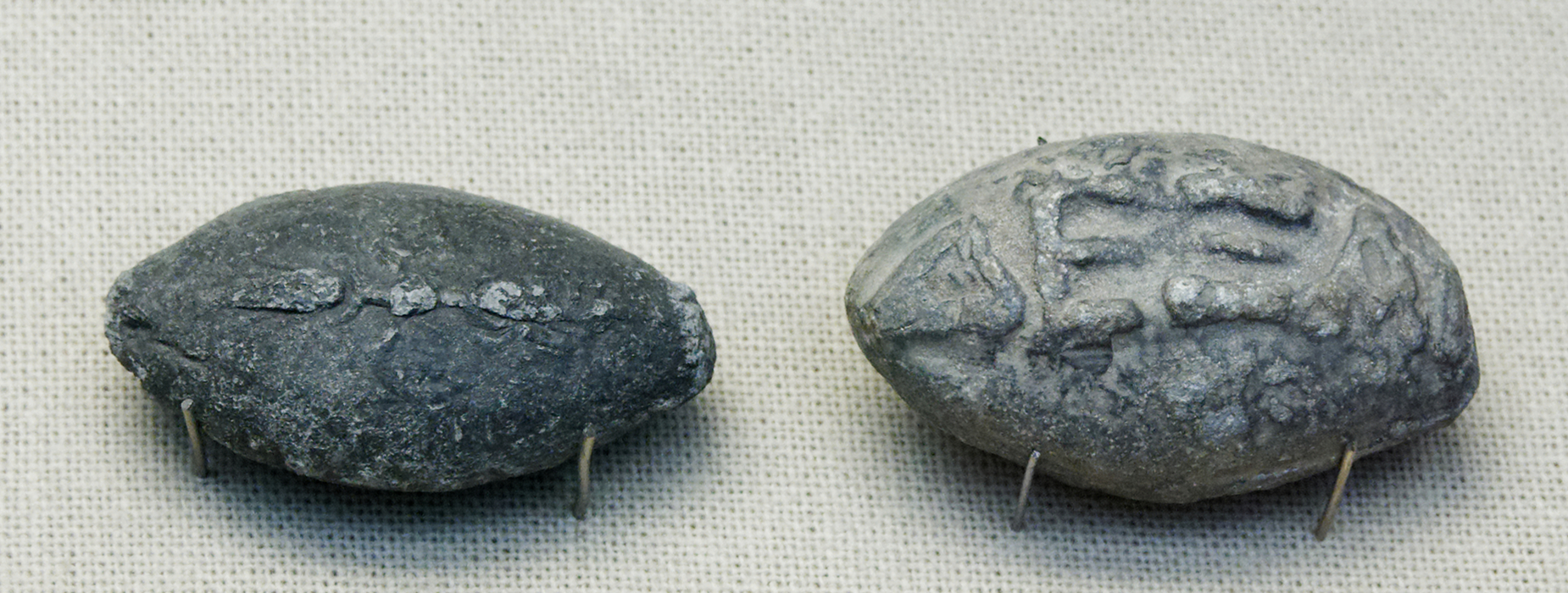
Schleudergeschoss aus Blei mit der Aufschrift „ΔΕΞΑ“

Das wohl bekannteste griechische Geschoss stammt aus dem Athen des 4. vorchristlichen Jahrhunderts und trägt die Inschrift ΔΕΞΑ, was so viel wie „Nimm das!“ oder „Fang auf!“ bedeutet. Es befindet sich heute im Britischen Museum in London. Aus dem antiken Dor sind Bleigeschosse mit der Inschrift „Für den Sieg von Tryphon“ und „Dor – das fünfte Jahr, in dem Dor Sumach schmecken muss“ aus der Zeit der Belagerung des Diodotos Tryphon durch Antiochos VII. Sidetes bekannt.
Die römischen Inschriften nennen meist Legionen oder Kommandeure. Ebenfalls konnten sie „Schmähschriften“ erhalten, die besonders in den römischen Bürgerkriegen vertreten waren. Man beschimpfte die Anführer der Gegenpartei oder lobte den eigenen. Daneben konnten auch Botschaften oder taktische Anweisungen mit ihnen verschossen werden. Daneben finden sich auch Hinweise auf den Eigentümer oder Hersteller der Geschosse oder den Feldherren („von Philippos“), was für Archäologen eine wichtige Hilfe bei der Datierung von Funden darstellt. Die Schmähung „Auf den Hintern von Octavian!“ ist ein Beispiel für eine Inschrift, die bei der Datierung eines Kampfplatzes hilfreich sein kann. Ein weiteres Beispiel hierfür ist die schwere Schlacht Caesars bei Munda.
Darüber hinaus sind die Inschriften auf den Schleuderbleien gute Beispiele für die Alltagssprache einer Epoche.

## Geschosse aus Stein und Ton
Neben Schleudergeschossen aus Blei kamen in der Antike auch Projektile aus Stein und aus gebrannten Ton zum Einsatz. Ursprünglich wurden Schleudern mit geeigneten Steinen bestückt. Schleudersteine (lateinisch lapis, lapillus, lapis missilis, saxum oder saxum missilis) werden besonders häufig von Autoren der Spätantike genannt. Jedoch waren Steinprojektile stets in Form und Gewicht heterogen. Eine Auswahl geeigneter Projektilsteine musste zusammengesucht werden. Später kamen Geschosse aus gebranntem Ton hinzu. Diese konnten in Größe und Form besser an die Erfordernisse der Schleuderer angepasst werden. Bikonisch geformte Projektile können zielgenauer abgeschossen werden.
Tönerne Geschosse sind archäologisch seit der Eisenzeit für nahezu den gesamten keltisch-germanischen Kulturraum bekannt. Jedoch sind sie in der überlieferten lateinischen Literatur nicht im Zusammenhang mit römischen Truppen belegt, kommen aber im archäologischen Befund bei vielen römischen Fundstellen vor. So wurden bei Ausgrabungen im Römerlager Haltern zahlreiche tönernen Geschosse gefundenen. Die meisten derartigen Funde stammen aus der Verfüllung der Lagergräben. Dieser Befund wird dahingehend interpretiert, dass die Projektile von den germanischen Eroberern ins Lager geschleudert worden sein.  Eine andere Interpretation weist die Tongeschosse den Treverern zu, die als Hilfstruppen in Haltern stationiert waren. Bekannt ist den Einsatz von Tonprojektilen auch bei den Nerviern. Cäsar berichtet, das die Nervier bei einem Angriff auf das Winterlager Quintus Tullius Ciceros glühende Schleudergeschosse aus Ton einsetzten, mit denen sie Stroh gedeckten Lagerhütten in Brand setzten.
In Westfalen gefundene eisenzeitliche Schleuderprojektile aus Ton sind in Form und Größe recht einheitlich. Sie sind gewöhnlich eiförmig bis bikonisch, ca. 4 Zentimeter lang und weisen einen Durchmesser von 2,5 bis 3 Zentimetern und ein durchschnittliches Gewicht von 28 Gramm auf. Eine Besonderheit sind wesentlich kleinere Projektile, die bei Ausgrabungen einer eisenzeitlichen Siedlung von Hamm gefunden wurden. Diese haben eine Länge von 3 Zentimetern und einen Durchmesser von 2,1 Zentimetern. Möglicherweise wurden diese kleineren Geschosse zur Jagd auf Vögel oder kleinere Säugetiere in der Weise von Schrot verwendet.

## Wirkungsweise
Schleudergeschosse aus Blei sind denen aus Stein oder Ton überlegen. Versuche haben gezeigt, dass bei einem Abwurfwinkel von 40° und einer Wurfgeschwindigkeit von 75 Meter/Sekunde Weiten von 352 Meter erreicht werden können. Der Energieverlust beträgt 58 %. Steingeschosse kommen auf nur etwa 232 Meter, bei einem Verlust von 77 %. Tongeschosse erreichen nur 200 Meter bei 81 % Verlust. Militärisch gesehen sind Stein- und Tongeschosse wohl auf weite Distanzen uneffektiv. Natürlich steigen bei größerer Entfernung die Flugdauer des Geschosses und der Windwiderstand, wohingegen die Zielgenauigkeit abnimmt. Für einen gezielten Abwurf ist eine gestreckte rasante Flugbahn vonnöten. Eine solche Flugbahn erlangt man bei einem Abwurfwinkel von 10°. Mit einem Bleigeschoss kann man so auf eine ungefähre Entfernung von 150 Meter kommen. Vermutlich lag die militärisch effektive Entfernung von Handschleudern bei etwa 100 Meter. Der effektivste Wirkbereich scheint zwischen 30 und 60 Meter gelegen zu haben. Einerseits war bei dieser Entfernung eine hohe Treffsicherheit gegeben und andererseits ein geringer Verlust an Energie. Somit konnte hier maximaler Schaden erreicht werden. Dennoch zeigen die Versuche von Baatz, dass Bleiglandes auf bis zu 200 Meter wirksam sind, allerdings nicht mehr treffgenau.
Der römische Arzt Aulus Cornelius Celsus beschrieb medizinische Techniken, um Schleudergeschosse aus dem Körper eines Getroffenen zu entfernen.